# Nigger
Beseda nigger, ki je v slovenščini prevedena kot »črnuh«, je etnična žaljivka, ki se uporablja proti temnopoltim ljudem, zlasti afro-američanom. Ker velja za zelo žaljivo besedo, se jo pogosto omenja tudi kot »beseda na N« (N-word). Med afro-američani se beseda nigger uporablja tudi z nevtralnim pomenom, predvsem kot "nigga."    
Beseda nigger je nastala v 18. stoletju kot priredba španske besede negro, potomke latinskega pridevnika niger, kar pomeni "črni". Sčasoma je beseda dobila omalovažujočo konotacijo in je do 20. stoletja postala rasistična žaljivka. Zaradi tega je začela izginjati iz splošne popularne kulture. Njena vključitev v klasično literaturo je sprožila polemike in razprave, ki še vedno trajajo.

## Izvor in zgodovina
Besed nigger  izhajata iz španske besede negro (ki pomeni črni) in iz francoskega izraza nègre (ki pomeni črna). Izrazi noir, nègre in nigger izhajajo iz latinskega pridevnika niger/nigra/nigrum (črn, črna, črno). 
V kolonialnih Združenih državah Amerike leta 1619 je John Rolfe uporabil izraz negas, ko je opisoval afriške sužnje, ki so bili poslani v kolonijo Virginija. Kasneje sta se obliki neger in neggar ameriške angleščine razširili v severnejše dele ameriških kolonij, vključno z New Yorkom, ki je nadzoroval Nizozemce, ter v moravskih in pensilvanskih nizozemskih skupnostih; nacionalni spomenik Afriškega pokopališča v New Yorku je bil prvotno znan pod nizozemskim imenom "Begraafplaats van de Neger" (črno pokopališče); najzgodnejša omemba besede Nigger v Združenih državah Amerike se je pojavila na Rhode Islandu leta 1625. Nadomestna beseda za Afroameričane je bila angleška beseda "black", ki jo je uporabil Thomas Jefferson v svojih Zapiskih o zvezni državi Virginija. Beseda črnc ni vedno veljala za besedo v slabi obliki, saj je označevala le temnopolte ljudi in je običajna uporaba v angleškem jeziku. V angleški literaturi devetnajstega stoletja se je beseda uporabljala brez rasističnih konotacij, na primer roman Josepha Conrada "Črnc iz narcisa" (1897). Poleg tega sta Charles Dickens in Mark Twain ustvarila like, ki so to besedo vsakodnevno uporabljali kot sodobno rabo. Twain je v avtobiografski knjigi Življenje v Mississippi (1883) uporabil izraz v narekovajih, kar označuje prijavljeno uporabo, vendar je uporabil izraz "črnc", ko je govoril v svoji pripovedni osebi.
Med trgovino s krznom od zgodnjih 1800-ih do poznih 1840-ih let v zahodnih krajih Združenih državah Amerike se je beseda črkovala "niggur" in je občasno zabeležena v literaturi tistega časa. George Fredrick Ruxton je včasih to besedo vključil kot del leksikona »gorskega človeka«, kar pa ne pomeni, da je bila beseda takrat pejorativna. "Niggur" je bila očitno podobna sodobni rabi stric ali che. Ta odlomek iz Ruxtonovega romana Življenja na Divjem zahodu ponazarja običajno uporabo besede v govorjeni obliki. Pripovedovalec se tu sklicuje nase: "Popotnik, marm, ta črnc ni popotnik; Jaz sem pastir, marm, gorski človek!" Med gorniki se med tem časom beseda ni uporabljala kot izključno izraz, ki bi označeval ljudi iz Indije, Mehičane, Francoze in Angloše lahko.
V 1900-ih letih je beseda nigger postala pejorativna beseda. Namesto tega je izraz postal glavna alternativa črni barvi in njenim izpeljanim izrazom. Abolicionisti v Bostonu v Massachusettsu so objavili podatke o barvnih ljudeh v Bostonu in njegovi okolici. Novinar Clifton Johnson je leta 1904 v pisanju dokumentiral "sramoljubni" značaj besede črnc in poudaril, da je bila izbrana na jugu prav zato, ker je veljala v smislu žaljitve, ne pa v smilsu poimenovanja ljudi temne rase. Ameriška angleščina je izraz poimenovanja ljudi temne rase predstavila v organizacijskem naslovu Nacionalno združenje za napredek barvnih ljudi, ki odraža rasno identiteto članov ob ustanovitvi leta 1909. V južnih krajih Združenih državah Amerike je lokalno narečje spremenilo izgovor besede Nigger iz črne v črno, z jezikovnega vidika je pri razvoju ameriške angleščine v prvih izdajah leksikograf Noah Webster predlagal reformo črkovanja neger namesto nigger.
V poznih šestdesetih letih dvajsetega stoletja je družbeni napredek, ki so ga dosegle ameriške skupine, kot je Društvo za državljanske pravice temnopoltih (1955–68), legitimiral besedo rasne identitete črni kot običajno uporabo v ameriški angleščini za označevanje temnopoltih Američanov ali Američanov afriškega porekla. V devetdesetih letih dvajsetega stoletja je bila beseda izpodrinjena v korist globalnega sestavljenega izraza Afroameričan. Danes nekateri temnopolti Američani še vedno uporabljajo besedo nigger, ki se včasih piše nigga in niggah, brez ironije, bodisi za nevtralizacijo vpliva besede ali v znak solidarnosti.
Danes beseda Nigger velja za entično žaljivko, ki se uporablja proti temnopoltim ljudem.

## Uporaba
Raziskave iz leta 2006 so pokazale, da je ameriška javnost širše zaznala uporabo izraza kot napačno ali nesprejemljivo, a da skoraj polovica belcev in dve tretjini temnopoltih ljudi osebno pozna nekoga, ki se s tem izrazom nanaša na temnopolte ljudi. Skoraj ena tretjina belcev in dve tretjini temnopoltih je izjavilo, da so osebno uporabljali izraz v zadnjih petih letih.